# Pudgalavada
Pudgalavāda lub personaliści to szkoła buddyjska, która wyodrębniła się z ortodoksyjnej szkoły sthaviravādy około 280 roku p.n.e. Znana jest także jako watsiputrija od miana swego twórcy Watsiputry. Szkoła powstała w Awanti. Istniała również w Sarnath (IV wiek) i Mathurze (V wiek). Prawie wszystkie oryginalne teksty pudgalavādy zaginęły. Zachowały się jedynie dwa fragmenty ich świętych tekstów stanowiące kanon pudgalavādy. Idee szkoły znamy głównie z polemik zawartych w źródłach sanskryckich i chińskich.
Sthaviravāda interpretowała naukę o anatta ("nie-ja") jako brak ego - wszystko co uznajemy za "ja" (obiekt podlegający zmianom, istota, która transmigruje) jest jedynie zbiorem khandh (agregatów). 
Natomiast pudgalavāda twierdziła, że skoro nie ma atmana (duszy, ja) to istnieje pudgala (sanskr. pud + gal = asymilacja i oddzielenie - istota) lub "osoba" która ani nie jest tym samym ani niczym innym niż kandhy. Jest ona różna od uwarunkowanego (sanskr. samskryta), jak i nieuwarunkowanego (sanskr. asamskryta), czyli nirwany. Miał to być nośnik ponownego narodzenia, zawierający w sobie karmana, podstawę uformowania kształtu nowych narodzin. Pudgala miała też istnieć w nirwanie. Zwolennicy tej teorii twierdzili, że bez istnienia takiej osoby nie jest możliwe wyjaśnienie karmy, ponownych narodzin i nirwany. Tym samym akceptowali ideę hinduskiej "jaźni" (atmana), która jako pudgala transmigruje z żywota na żywot w cyklu odrodzeń (samsara). 
Uważali oni, że Istota nie jest tylko umownym opisem pięciu agregatów. Natomiast "ja" jest subtelną rzeczywistością która jako organiczna całość zawiera w sobie pięć agregatów lecz nie jest tym samym ani nie jest różna od nich. Istota jest dla agregatów tym samym czym ogień dla paliwa. Istota nie jest ani wieczna, ani nieuwarunkowana, ani anihilowana. jednak "istota" (podobnie jak świadomość) nie jest postrzegana jako prawdziwa. Takowe nie są również dharmy (kategorie rzeczywistości) i procesy omawiane w literaturze Abhidharmy. Zatem samsara jest dla nirwany tym czym paliwo dla ognia: ani tym samym ani czymś innym (to miało wpływ na późniejszą filozofię mahajany). Wprowadzili oni nową kategorię pojęcia "istoty" do Abhidharmy jako "ostateczne i umowne istnienie". Tą kategorią jest "relatywne istnienie". Tym samym przyjmują oni istnienie stanu pośredniego między śmiercią a ponownymi narodzinami.